# Sant Pau Vell
|  | Per a altres significats, vegeu «Sant Pau Vell (Sant Pau de Segúries)». |

Sant Pau Vell és una església propera al Castell de la Guàrdia (Anoia) protegida com a bé cultural d'interès local. Estava situada en el paratge on hi havia el castell de la Guàrdia, dalt del turó anomenat Coll de Guirló. Va ser consagrada el 1084 i transformada al segle xiv. Arran de terra i al seu voltant queden vestigis de distribucions annexes. És molt primitiva però patí força modificacions al segle xiv. Començà essent capella del castell; hi té una de les seves parets adossada. D'aquest en queden alguns vestigis que ens poden assenyalar traces. Església de planta de creu llatina coberta amb volta de mig punt a l'absis i volta apuntada a la nau principal. Les cobertes estan pràcticament esfondrades. Al costat de llevant hi ha l'absis rectangular amb una finestra i dues més a la paret de ponent. A l'absis nord hi ha una finestra de doble esqueixada.

## Accés
La carretera BP-1101 permet assolir amb facilitat el Coll de Can Maçana, on deixarem el cotxe aparcat. Alternativament, també s'hi pot pujar a peu des del Bruc. Al final de la zona de pícnic, veurem un panell informatiu i una pista forestal que s'enfila vers la muntanya. Passem la tanca de fusta, deixem el desviament a la dreta i seguim recte amunt per una pujada forta plena de còdols. A mesura que guanyem altitud, la pista s'estreny fins a transformar-se en el Camí de la Roca Foradada. Arribats al collet de Guirló, agafem la primera pista que surt a la dreta, seguint el senyal de Sant Pau Vell. El camí es torna a estrènyer i acabem pujant fins a l'ermita per una sendera estreta entre pins i alzines. Aquest sender segueix pujant des del costat nord de l'ermita fins al cim del turó del Castell de la Guàrdia, passant per un tram costerut i pedregós.